# لوك فورتين
لوك فورتين هو سياسي كندي، ولد في 1982. حزبياً، نشط في حزب كيبيك الليبرالي. وقد انتخب عضو الجمعية الوطنية في كيبك ‏ عن دائرة Sherbrooke (provincial electoral district) ‏ خلال فترته النيابية ‏.